# 格朗韦勒宫

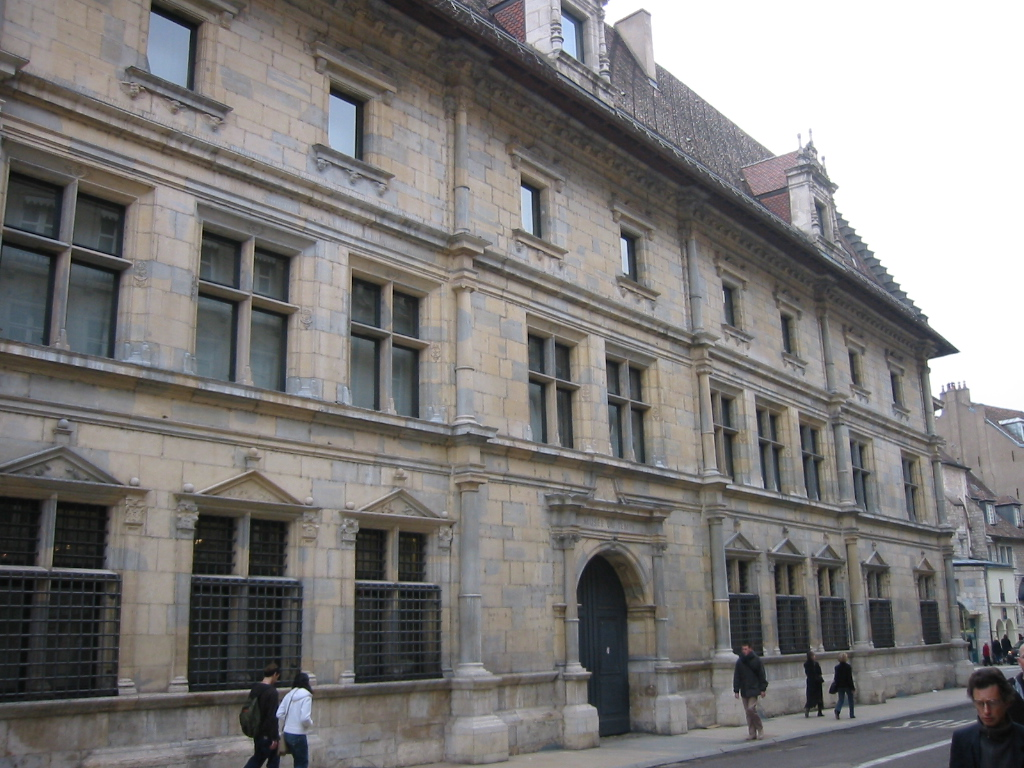

格朗韦勒宫（Palais Granvelle de Besançon）是法国勃艮第-弗朗什-孔泰大区杜省省会贝桑松的一座16世纪文艺复兴建筑。

## 历史

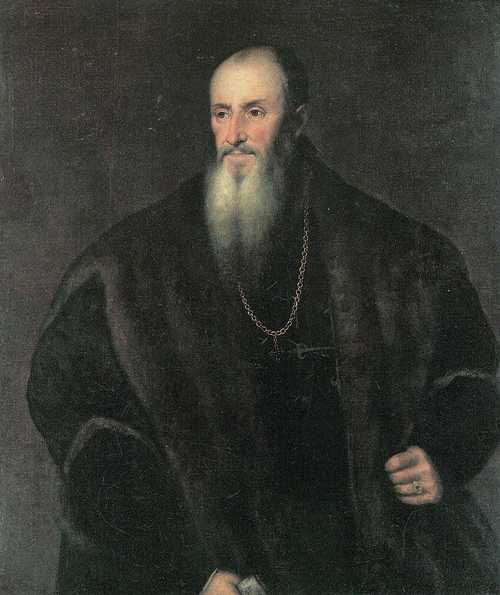
尼古拉·佩雷诺·德·格朗韦勒，提香, 时光博物馆

1534-1547年，尼古拉·佩雷诺·德·格朗韦勒（Nicolas Perrenot de Granvelle）在贝桑松大街（Grande Rue de Besançon）修建了这座建筑，作为他权力和社会地位的象征。他是富有的掌玺大臣（garde des Sceaux）、神圣罗马帝国（孔泰的宗主国）皇帝查理五世信赖的首席顾问。
随着时间的推移，格朗韦勒家族积累了大量的绘画、古代和图书藏品，这些藏品在16世纪晚期分散，其中一部分构成了市图书馆和美术馆的原始藏品。
路易十四第二次征服弗朗什-孔泰后，这座宫殿成为弗朗什-孔泰总督的住所，其中一位是塔拉尔公爵。1740年，他在该建筑建立了一个剧院，1752年又建立了贝桑松的科学、文学和艺术学院。
在法国大革命期间，这座宫殿作为国家财产出售，1864年由市政府购买，二战后成为弗朗什-孔泰历史博物馆。
格朗韦勒宫于2002年修复。从那时起，它一直是时光博物馆（Musée du Temps de Besançon）的所在地。

## 建筑
格朗韦勒宫是16世纪文艺复兴建筑的宝石，由四座建筑组成。其宏伟的立面受到意大利和佛兰芒的影响，三层五开间，顶部开三个哥特式 老虎窗。两条通道通向优雅的内院，内院中心有一个喷泉，周围环绕着拱廊。主楼梯（L'escalier d'honneur）设于一座方形塔楼内。
位于宫殿南翼的橘园，延伸的果园已成为公园。
格朗韦勒宫已列为保护文物。1862年，该建筑列为 法国历史遗迹。1928年1月26日，17世纪的壁炉也列为法国历史遗迹。

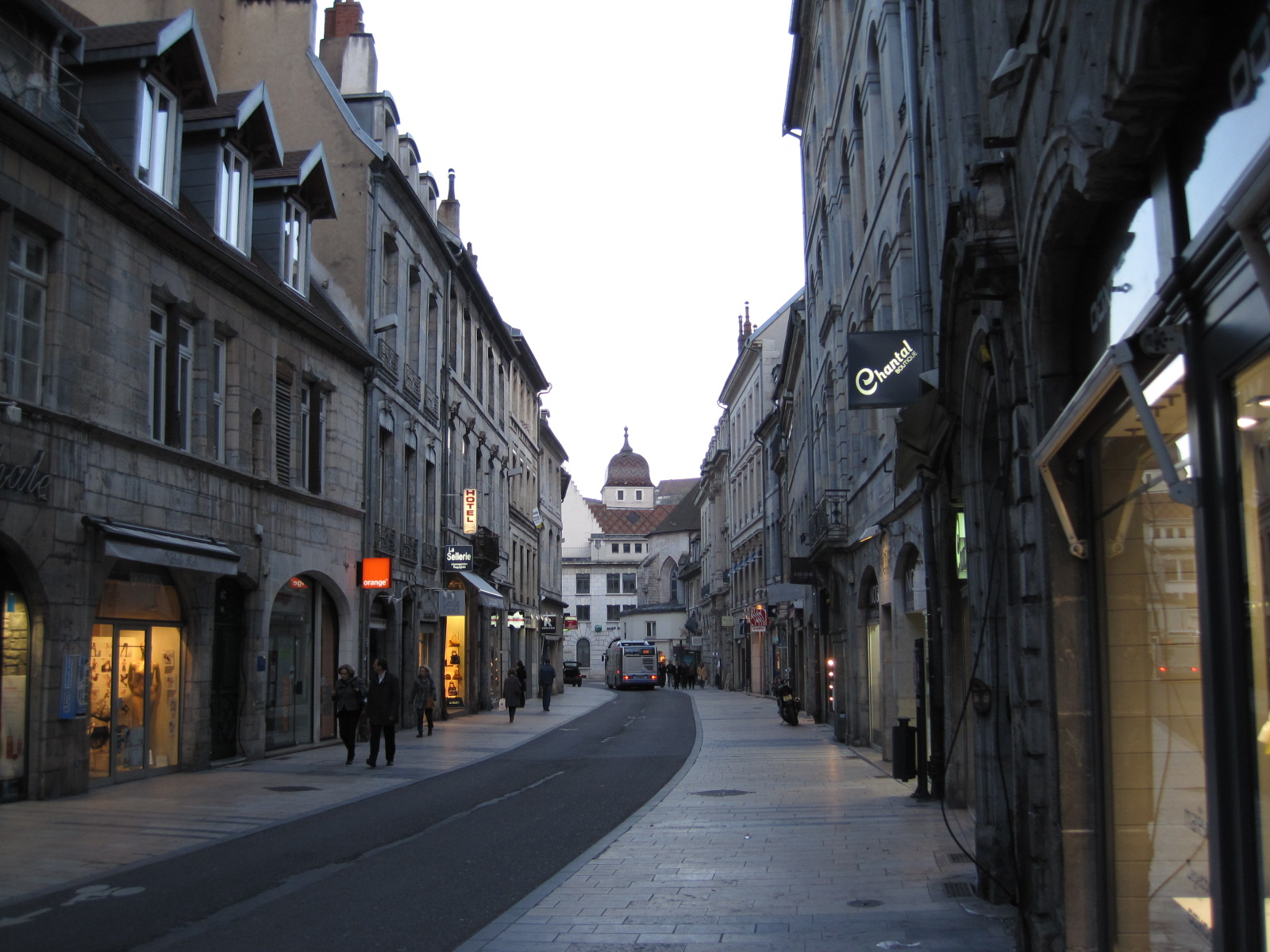
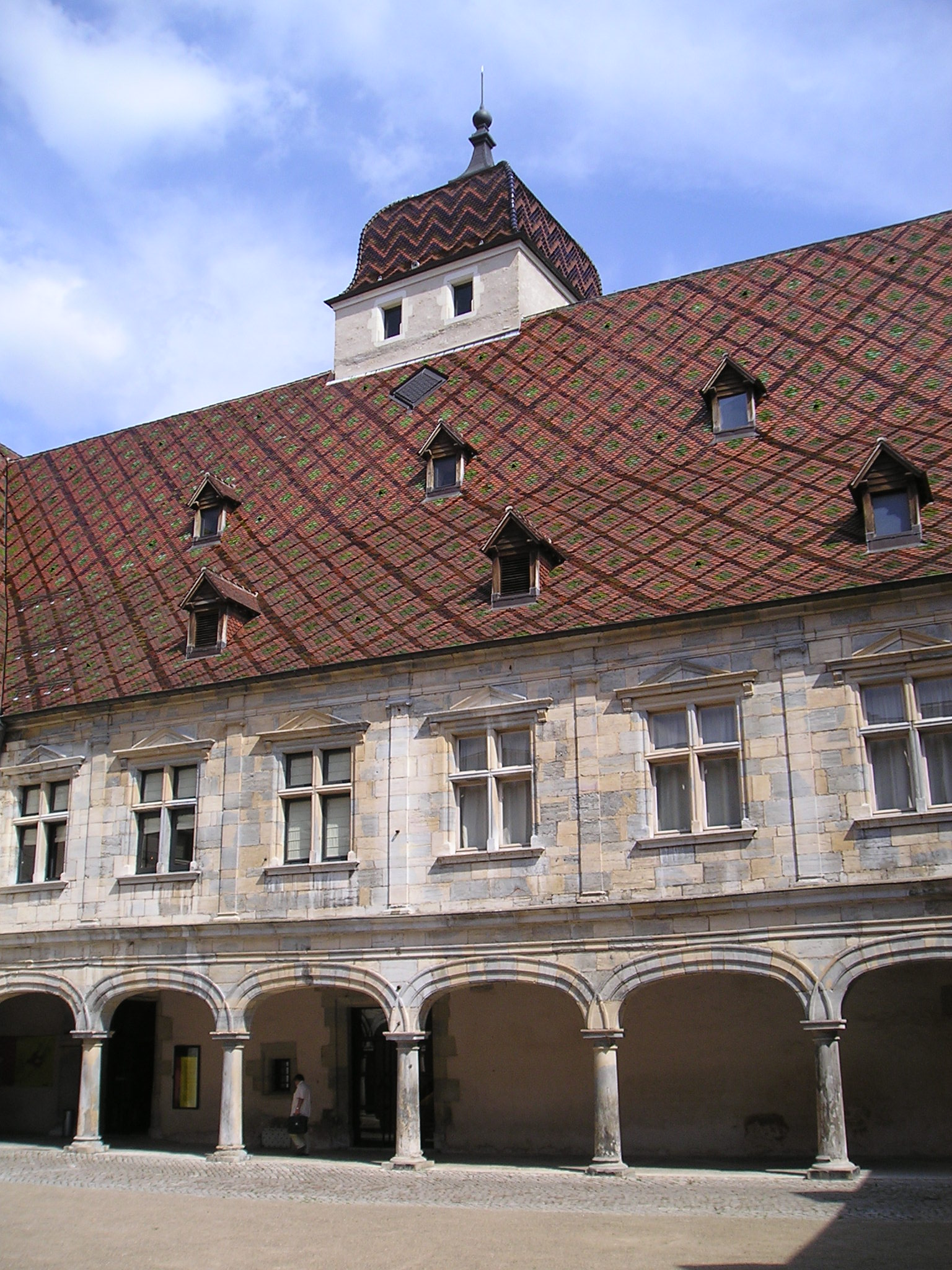
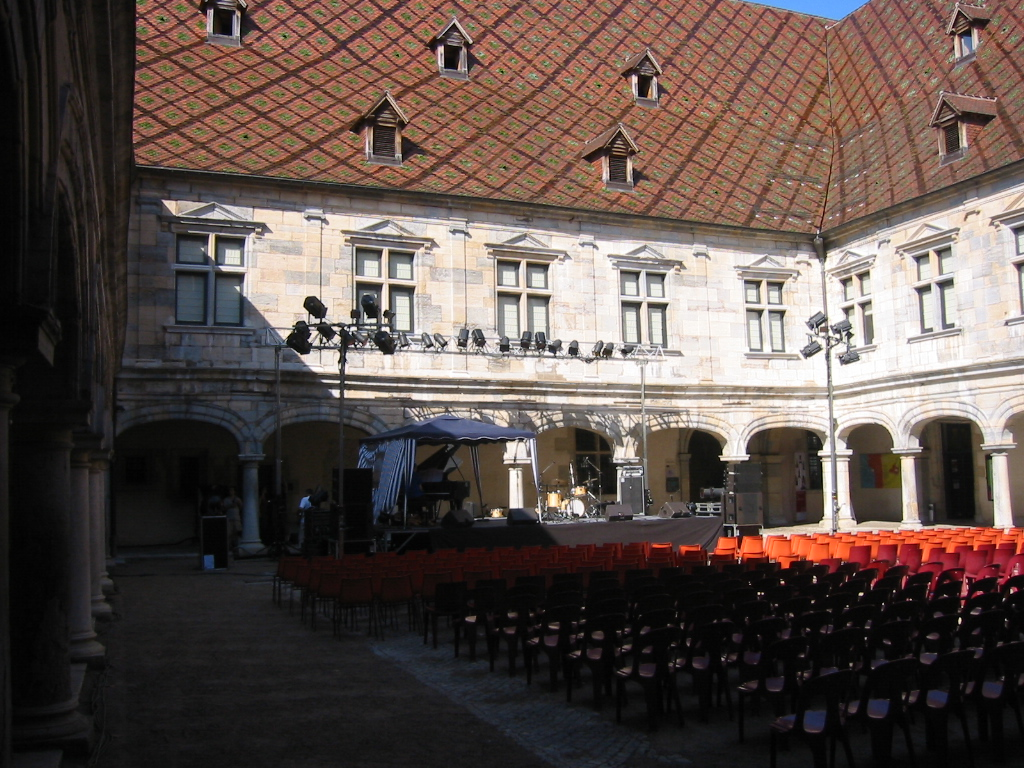
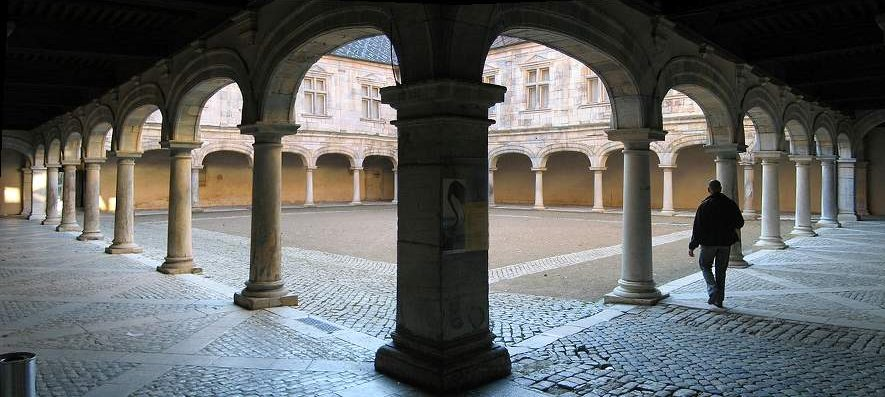
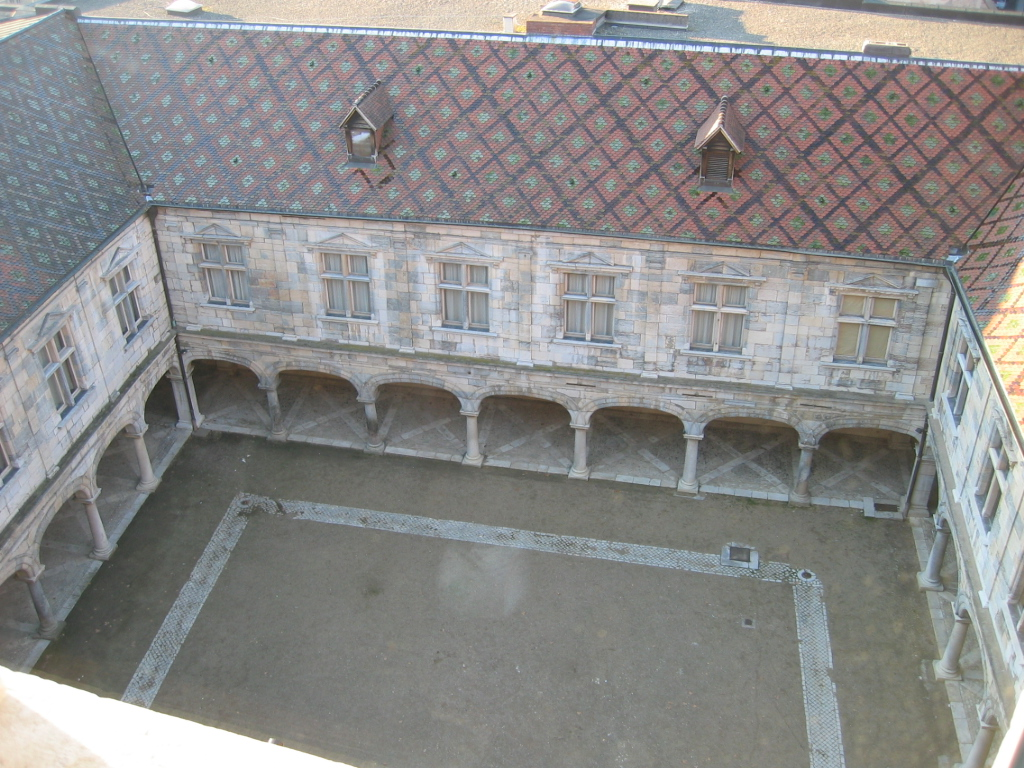
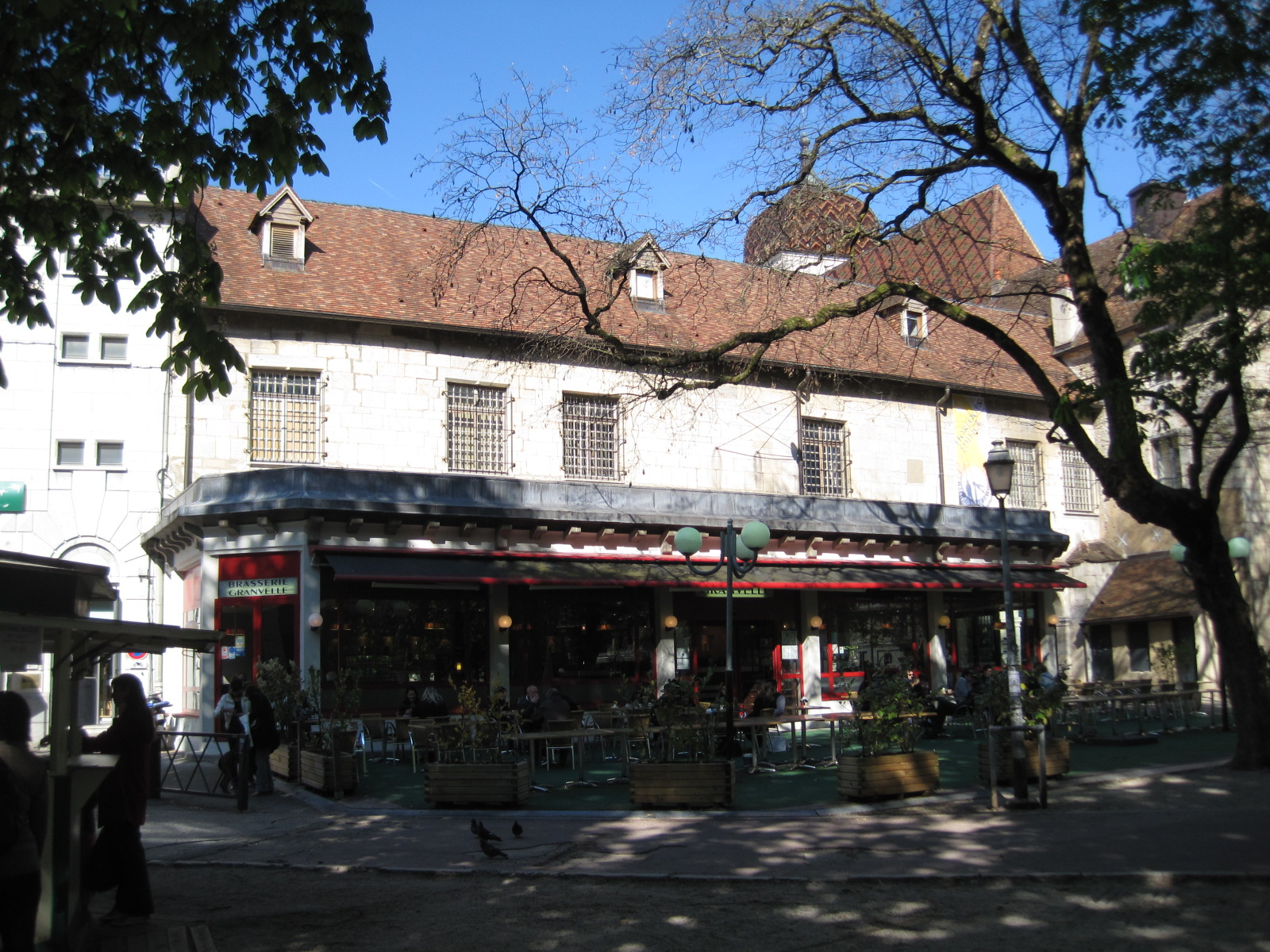
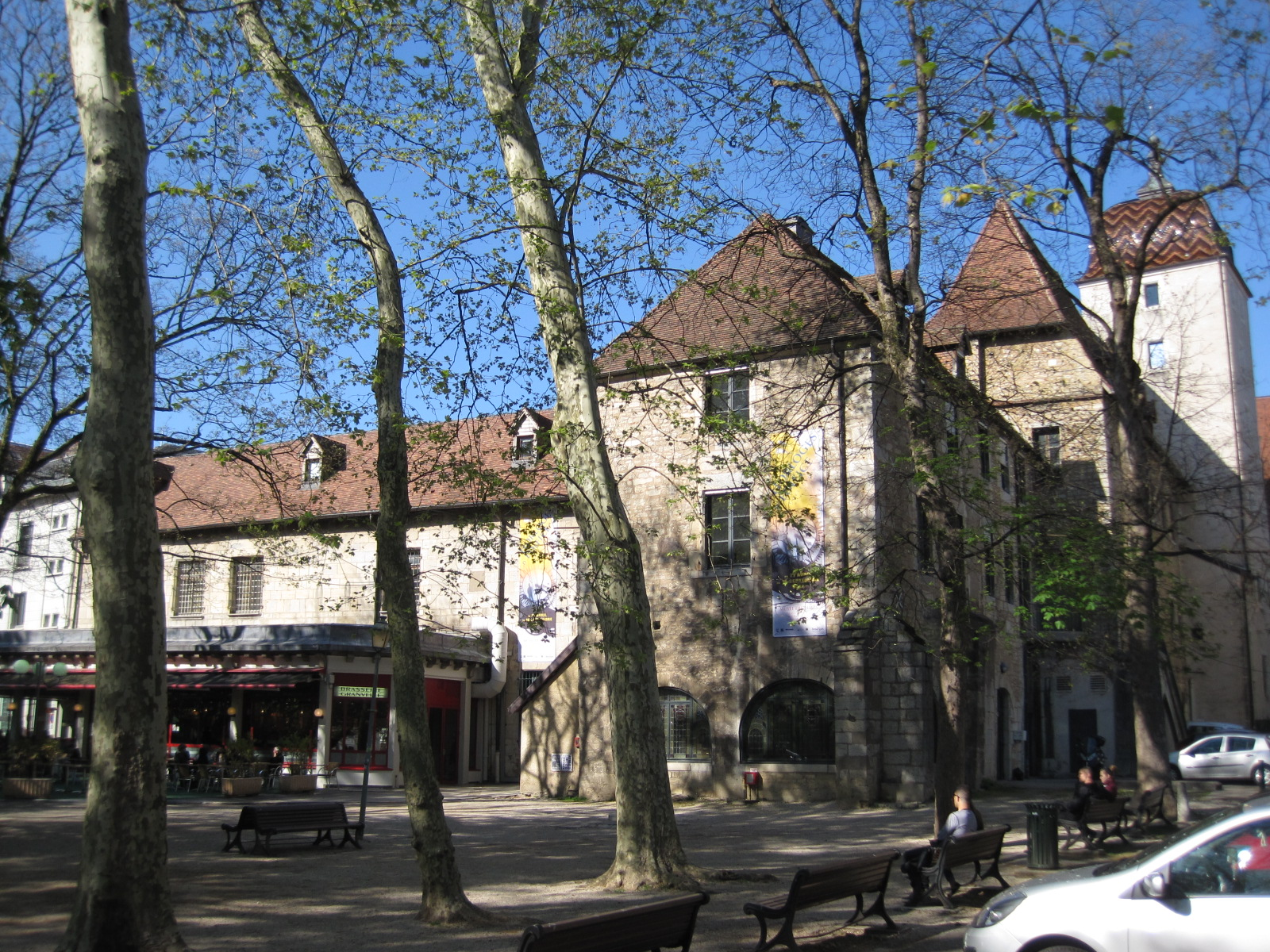
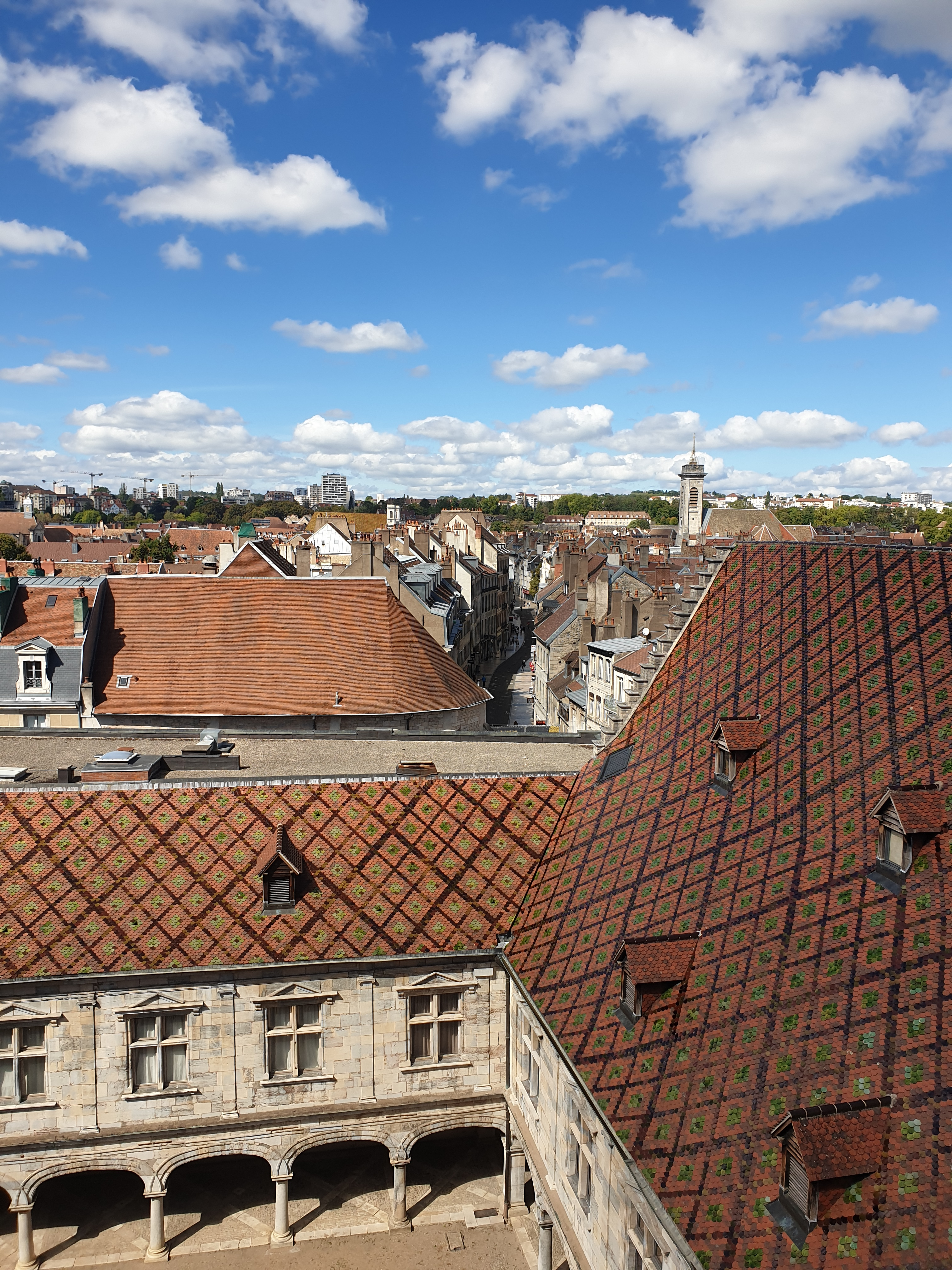

## 现状
2002年，格朗韦勒宫成为时光博物馆（Musée du Temps）的所在地，专注于弗朗什-孔泰历史悠久的制表行业的历史。该博物馆的时钟收藏源于贝桑松美术和考古学博物馆（Muse des Beaux Arts et d'Archéologie de Besançon）和贝桑松历史博物馆（Musée d'Histoire de Besançon）。
在其内院，定期举行许多表演和市政文化活动：展览、古典音乐或爵士乐音乐会。